# Irracionális számok

A irracionális szám szemléltetése

Irracionális számnak nevezzük az olyan valós számot, amely nem racionális, vagyis nem írható fel két egész szám hányadosaként. Az ilyen szám mindig végtelen, nem szakaszos tizedestört. A név ugyan latin, de az értelme görög. Az ókori görög 'mathéma' csak a természetes számokat tartotta számoknak. A tört – bár úgy számoltak vele, mint mi – számukra csak két szám aránya volt. Súlyos csapás volt az akkori bölcseletre, mikor rájöttek, hogy az egységoldalú négyzet átlója semmilyen aránnyal nem fejezhető ki. Ekkor kezdődött a geometria tudománnyá válása, mert sok, aránnyal ki nem fejezhető mennyiség (elvileg) pontosan kiszerkeszthető.
Nincs mindenki által egységesen elfogadott jelölés az irracionális számokra, azonban a {\displaystyle \mathbb {Q} ^{*}} és az {\displaystyle \mathbb {I} } jelöléseket használják leggyakrabban. A félreértésekre legkevésbé lehetőséget adó jelölés az {\displaystyle \mathbb {R} \backslash \mathbb {Q} } (azaz a nem racionális, valós szám).
Georg Cantor bebizonyította, hogy majdnem minden valós szám irracionális: a racionális számok halmaza megszámlálható, a valósaké (és így az irracionálisaké is) viszont kontinuum számosságú. Az irracionális számok első, ma is elfogadott definícióját – mások mellett – Dedekind adta meg.
Nevezetes irracionális – és egyúttal transzcendens – szám például az  Euler-féle szám ({\displaystyle {\rm {e}}}) és a pi ({\displaystyle \pi }). További nevezetes irracionális szám a négyzetgyök 2 ({\displaystyle {\sqrt {2}}}) és az aranymetszés aránya (Φ, görög nagy fí); mindkettő algebrai szám.

## Történetük
Az irracionális számok felfedezése jelenlegi ismereteink szerint Püthagorasz filozófus-iskolájához, a püthagoreusokhoz kötődik. Valószínűleg tőlük származik az a geometriai regressus ad infinitum-bizonyítás, mely szerint gyök kettő irracionális (korabeli, geometriai fogalmakkal: egy négyzet átlója összemérhetetlen annak oldalával). A püthagoreusok számára ez paradoxon volt, mivel felfogásuk szerint a természetben minden leírható arányokkal, végső soron pozitív egész számokkal. A görögök csak jóval később jutottak oda, hogy feloldják ezt a paradoxont (Eudoxosz arányelmélete). Eukleidész Elemei mai egzaktsággal definiálja az irracionális számokat. Modern nyelvekre csak Karl Weierstraß és Richard Dedekind fordította le. A négyzetgyök kettő irracionális voltának a könyvben leírt bizonyítását tanítják az iskolákban. Kurt von Fritz szerint azonban az irracionális számokat a pentagramma mérésével fedezték fel.
Az irracionális számok pitagoreusok általi felfedezéséhez külön történet kötődik. Eszerint a felfedezés válságot okozott az ókori görög matematikában, hiszen kiderült, hogy mégsem lehet mindent arányokkal leírni. A történetet Metapontoszi Hippaszosszal mesélik tovább, aki az i. e. 5. században írásban ismertette a felfedezést. Mivel ezzel megszegte a pitagoreusok titkos megállapodását, azért amikor a tengerbe fulladt, azt a pitagoreusok isteni büntetésként értékelték. Egyes változatok szerint ő tette ezt a felfedezést; és van olyan változat is, amelyben a pitagoreusok maguk fojtották tengerbe.
A tudománytörténészek szerint a történet egyik változata sem igaz. Nem találták a válság nyomait, és arra utaló jeleket, hogy az irracionális számok létezését titokban kellett volna tartani. A félreértést az okozta, hogy az ókori görögök kimondhatatlannak (arrhéton) nevezték ezeket a számokat. Az viszont igaz, hogy a felfedezés nagy változást hozott az ókori görög matematikába.
Al-Hvárizmi már hallható és nem hallható számoknak nevezte a racionális, illetve irracionális számokat. A nem hallhatót latinra később surdus-nak (siket) fordították. Ezt a kifejezést később Európában is alkalmazták. Filep László kiemeli, hogy Newton is alkalmazta ezt a terminológiát. Felfogása csak lassan terjedt, és az irracionális számokra igazán csak akkor kezdtek figyelmet fordítani, miután J. H. Lambert (1728-1777) svájci matematikus lánctörtekre hagyatkozva bebizonyította, hogy nemcsak gyökmennyiségek lehetnek irracionálisak, de olyan központi fontosságú matematikai állandók is, mint az Euler-féle e szám.

## Algebrai és transzcendens számok
A valós számok halmaza két diszjunkt részhalmazra bontható, az algebrai számokra ({\displaystyle \mathbb {A} }, ez részteste {\displaystyle \mathbb {R} }-nek) és transzcendens számokra ({\displaystyle \mathbb {T} }). Az algebrai számok, definíciójuk szerint, gyökei valamilyen nemnulla, racionális együtthatós polinomnak. A racionális számok mind algebraiak. A nem algebrai számok a transzcendens számok, melyek nyilvánvaló módon irracionálisak. Vannak euklideszi módon szerkeszthető és nem szerkeszthető irracionális számok (négyzetgyök kettő szerkeszthető, köbgyök kettő azonban nem), a transzcendens számok ellenben nem szerkeszthetők és nem gyökei semmilyen egész együtthatós polinomnak sem. Ilyen például a π és az e.
Az algebrai számok a racionális számok véges dimenziós, a transzcendensek pedig a végtelen dimenziós elemi testbővítéseinek felelnek meg.

## Műveletek irracionális számokkal
Ha irracionális számok között a négy alapműveletet végezzük, kaphatunk racionális számokat és irracionális számokat egyaránt. Nyilvánvaló példák:
{\displaystyle {\sqrt {2}}-{\sqrt {2}}=0}
{\displaystyle {\sqrt {2}}\cdot {\sqrt {2}}=2}
{\displaystyle {\sqrt {2}}+{\sqrt {2}}=2{\sqrt {2}}}
{\displaystyle {\sqrt {2}}\cdot {\sqrt {3}}={\sqrt {6}}}
Egy racionális és egy irracionális szám összege, különbsége, valamint – ha a racionális szám 0-tól különböző – szorzata és hányadosa is irracionális.

## Bizonyos számok irracionalitása

Az egyik legismertebb matematikai állandó a

Számos nevezetes valós számról ismert, hogy irracionális, e bizonyítások nehézsége különböző.
- Például, ha a pozitív egész a szám nem négyzetszám, akkor {\displaystyle {\sqrt {a}}} irracionális. Ez igazolható a számelmélet alaptétele segítségével, de geometriai úton is.
- Hasonlóan irracionálisak a {\displaystyle {\sqrt {\tfrac {m+1}{m}}}} alakú számok, ha m egész. Az ilyen alakú számok irracionális voltát egy pitagoreus, Arkhütasz látta be. Euklidész Elemek című műve tartalmazzák a négyzetgyök kettő irracionális voltának bizonyítását; az általánosabb {\displaystyle {\sqrt[{n}]{\tfrac {m+1}{m}}}} esettel Zeneelméletében foglalkozott.
- Az aranymetszés {\displaystyle \textstyle \Phi ={\frac {1+{\sqrt {5}}}{2}}} egy további másodfokú irracionális szám.
- Irracionálisak az egész együtthatós, normált polinomok gyökei, kivéve ha egészek. Speciálisan, a nem négyzetszámok négyzetgyökei is irracionálisak, így {\displaystyle {\sqrt {2}},{\sqrt {3}},{\sqrt {5}},{\sqrt {6}},\dotsc } irracionális.
- Belátható, hogy ha {\displaystyle n>4} egész szám, akkor {\displaystyle \mathrm {tg} {\frac {\pi }{n}}} irracionális.
- {\displaystyle {\rm {e^{\pi }}}} transzcendenciáját a Gelfond-Schneider-tétel bizonyítja.
- {\displaystyle 2^{\sqrt {2}}} transzcendenciáját Carl Ludwig Siegel óta tudjuk, de igazolható a Gelfond-Schneider-tétellel is.
- Szintén a a Gelfond-Schneider-tétel bizonyítja {\displaystyle {\sqrt {2}}^{\sqrt {2}}} transzcendenciáját.
- A {\displaystyle \varpi =2{,}622057\ldots } lemniszkáta-konstans transzcendens. (Theodor Schneider, 1937)
- Solomon W. Golomb 1963-ban belátta, hogy a Fermat-számok reciprokainak összege irracionális.[5] Ugyanis

{\displaystyle \sum _{n=0}^{\infty }{\frac {1}{F_{n}}}=\sum _{n=0}^{\infty }{\frac {1}{2^{2^{n}}+1}}\approx 0{,}59606317211782167942379392586279} ((A051158 sorozat az OEIS-ben))
- Szintén irracionálisak a {\displaystyle 0{,}1234567891011121314\dots } és a {\displaystyle 0{,}23571113171923\dots } számok (ezeket úgy kapjuk, hogy egymás után írjuk a természetes számok illetve a prímszámok jegyeit), hiszen mindkettő tartalmaz tetszőlegesen hosszú 0-kból álló szakaszt. A prímszámok esetében ennek igazolásához szükségünk van Dirichlet tételére: minden n-re van {\displaystyle k\cdot 10^{n}+1} alakú prímszám.

- Általánosabban, a normális számok irracionálisak.

Könnyű belátni e irracionalitását. Ezt először Euler bizonyította 1737-ben, majd Charles Hermite belátta 1873-ban, hogy transzcendens. Ennél valamivel nehezebb π irracionalitásának igazolása, de megoldatlan, hogy {\displaystyle e+\pi } irracionális-e. Sőt, semmilyen (n, m) egész számpárra nem ismert, hogy mπ + ne irracionális-e. Azt viszont könnyű látni, hogy {\displaystyle e+\pi } és {\displaystyle e\pi } közül nem lehet mindkettő racionális. Nem ismert, hogy a γ = 0,57721... Euler–Mascheroni-állandó irracionális-e vagy sem. Csak sejtés van arról, hogy 2e, πe, π√2, ππ, ee irracionálisak, viszont eπ irracionalitása ismert, ezt 2017-ben bizonyították. További sejtés, hogy {\displaystyle 2^{\rm {e}}}, {\displaystyle \pi ^{\rm {e}}}, {\displaystyle \pi ^{\sqrt {2}}}, {\displaystyle \pi ^{\pi }}, {\displaystyle {\rm {e^{\rm {e}}}}} vagy hogy {\displaystyle \gamma =0{,}5772\ldots } irracionális. 
Erdős 1948-ban igazolta, hogy a
sor összege irracionális szám. Azt azonban csak 1991-ben sikerült belátnia Peter Borweinnek, hogy
is irracionális. Hosszú ideig nevezetes probléma volt, majd 1977-ben Roger Apéry igazolta, hogy ζ(3) irracionális, ahol {\displaystyle \textstyle \zeta (3)=\sum _{n=1}^{\infty }{\frac {1}{n^{3}}}}. Ezt a számot tiszteletére Apéry-konstansnak nevezték el.

## Számosság
A valós számok számossága a megszámlálható végtelennél nagyobb, ellenben a racionális számok halmaza megszámlálható. Ebből következik, hogy az irracionális számok halmaza nem megszámlálható. Cantor továbbá azt is megmutatta, hogy az algebrai számok halmaza megszámlálható, hiszen az egész együtthatós polinomokból is megszámlálható sok van. Ebből következik, hogy a komplex számok bármely megszámlálható részhalmazának algebrai lezártja is megszámlálható, ezért nem tartalmazza az összes valós számot.

## Fordítás
- Ez a szócikk részben vagy egészben  az   Irrationale Zahl című német Wikipédia-szócikk fordításán alapul.  Az eredeti cikk szerkesztőit annak laptörténete sorolja fel. Ez a jelzés csupán a megfogalmazás eredetét és a szerzői jogokat jelzi, nem szolgál a cikkben szereplő információk forrásmegjelöléseként.